# Marvin Plattenhardt
Marvin Plattenhardt (* 26. Januar 1992 in Filderstadt) ist ein ehemaliger deutscher Fußballspieler. Der Abwehrspieler stand zuletzt beim Bundesligisten Hertha BSC unter Vertrag.

## Karriere

### Vereine

#### Jugend
Marvin Plattenhardt wurde in Filderstadt-Plattenhardt im baden-württembergischen Landkreis Esslingen geboren und begann mit sieben Jahren in seinem Heimatort Frickenhausen beim 1. FC Frickenhausen mit dem Fußballspielen. Er wechselte 2005 zum FV Nürtingen und im August 2006 in die Jugendabteilung des SSV Reutlingen.

#### 1. FC Nürnberg
Der 1. FC Nürnberg verpflichtete ihn 2008. Er wurde U17-Nationalspieler und gewann mit der deutschen Juniorenauswahl 2009 die U17-Europameisterschaft. Im selben Jahr nahm er auch an der U17-WM teil und wechselte danach in die U18. Beim 1. FC Nürnberg wechselte Plattenhardt in der Saison 2010/11 von der U-19 in die zweite Mannschaft. Im November 2010 fielen durch einen Platzverweis und zwei Verletzungen gleich drei Abwehrspieler in der Bundesligamannschaft aus. Plattenhardt wurde daraufhin als Ersatzspieler für die erste Mannschaft nominiert. Nachdem die Ausfälle sich als längerfristig erwiesen hatten und drei Partien in Folge verloren worden waren, kam er am 5. Dezember 2010 im Spiel gegen Borussia Dortmund zu seinem ersten Einsatz in der Bundesliga. Am 33. Spieltag in der Saison 2012/13 erzielte Plattenhardt im Spiel gegen Fortuna Düsseldorf sein erstes Tor für den 1. FC Nürnberg. Sein Vertrag lief bis 2014.

#### Hertha BSC
Nach dem Abstieg des Clubs wechselte Plattenhardt zur Saison 2014/15 zu Hertha BSC. Sein erstes Tor für Hertha BSC erzielte er beim 4:0-Auswärtssieg am 16. Spieltag der Saison 2015/16 am 12. Dezember 2015 im Spiel gegen den SV Darmstadt 98 mit dem Treffer zum 2:0. In der Saison 2021/22 spielte Plattenhardt mit seiner Mannschaft gegen den Abstieg in die 2. Fußball-Bundesliga. Er wurde dabei zum Schlüsselspieler, indem er im Relegationsrückspiel mit seinen Standardsituationen ein Tor initiierte und eins selbst erzielte. Damit sorgte er die Wende der Hinspielniederlage und sicherte den Klassenerhalt seines Vereins.
Zur Saison 2022/23 wurde Plattenhardt vom neuen Cheftrainer Sandro Schwarz zum Mannschaftskapitän der Herthaner ernannt. Am Wintertrainingslager 2022/23 von Hertha BSC in Florida durfte er nicht teilnehmen, da ihm der für die Einreise in die USA notwendige Impfstatus fehlte.
Plattenhardts Vertrag bei Hertha BSC lief bis 2023.
Am 6. September 2024 erklärte er seine aktive Laufbahn für beendet.

### Nationalmannschaft
Am 16. Oktober 2008 gab Plattenhardt sein Nationalmannschaftsdebüt in der deutschen U17 im Spiel gegen Tschechien. Bei der U17-EM 2009 bestritt er jedes Spiel und gewann mit der DFB-Auswahl den Titel. In der Saison 2009/10 nahm er an der U17-WM in Nigeria teil. Er durchlief seitdem alle weiteren Junioren-Nationalteams. Im Spiel gegen die englische U19 am 8. Februar 2011 trat er als Mannschaftskapitän an. Beim Lehrgang mit zwei Testspielen in Saarbrücken war Plattenhardt im Spiel gegen die Ukraine (3:0) erneut Kapitän, nachdem er vier Tage zuvor gegen Belgien (1:2) erst in der 60. Minute eingewechselt worden war.
Nach dem Saisonwechsel 2011/12 gehörte Plattenhardt weiterhin zum Kader der Juniorennationalmannschaften. Nominiert wurde er neben den Spielen gegen Polen und die Schweiz (31. August und 4. September 2011) auch zum Doppelspieltag gegen Italien in Reutlingen (5. Oktober 2011) und gegen die Schweiz in Pfullendorf (9. Oktober 2011). Letzteres musste er wegen einer Verletzung kurzfristig absagen. Da Plattenhardt zu diesem Zeitpunkt mehrere Juniorenländerspiele und Bundesligaspiele absolviert hatte, wurden in der Halbzeitpause des Spiels gegen die Schweiz seine Jugendvereine FC Frickenhausen und der FV 09 Nürtingen vom DFB geehrt und Schecks im Wert von 3200 bzw. 1200 Euro überreicht. Nach mehreren Einsätzen in der Bundesliga wurde Plattenhardt von dem damaligen U21-Nationaltrainer Rainer Adrion für die EM-Qualifikationsspiele in Griechenland (11. November 2011 in Tripoli) und auf Zypern (15. November 2011 in Dasaki) nominiert.
Bundestrainer Joachim Löw nominierte Plattenhardt in den Kader der deutschen Nationalmannschaft für den Konföderationen-Pokal im Sommer 2017 in Russland. Sein A-Länderspieldebüt gab er am 6. Juni 2017 in Brøndby beim 1:1-Unentschieden im Testspiel gegen die dänische Nationalmannschaft. Während des Turniers kam er im dritten Gruppenspiel gegen Kamerun zu seinem einzigen Einsatz; er war auf der Position des Linksverteidigers nur Ersatz für den Stammspieler Jonas Hector. Der Wettbewerb wurde am 2. Juli 2017 durch einen Sieg im Endspiel gegen Chile (1:0) gewonnen. Am 4. Juni 2018 wurde er in den endgültigen Kader für die Fußball-Weltmeisterschaft 2018 in Russland berufen. Beim ersten Gruppenspiel der WM gegen Mexiko stand Plattenhardt in der Startelf. Bei der 0:1-Niederlage wurde er nach 79 Minuten für Mario Gómez ausgewechselt.

## Erfolge
- U17-Europameister: 2009
- FIFA-Konföderationen-Pokal: 2017[11]

## Soziales Engagement
Seit 2013 engagiert sich Marvin Plattenhardt bei Show Racism the Red Card Deutschland e. V. und beteiligte sich an der Kampagne „Unsere Elf gegen Rassismus“.

## Sonstiges
Marvin Plattenhardts jüngerer Bruder Luca (* 1998) kam als Fußballer in der Regionalliga und Oberliga zum Einsatz.